# Isla Vendovi
La isla Vendovi  es una isla situada al Estado de Washington, Estados Unidos. La posee un área de 0,891 km² y una población de 2 personas, según el censo de 2000. Se encuentra entre la isla Güemes y la isla Lummi. La isla completa es propiedad privada. Pertenece a la familia de John Fluke Sr.